# Anckerska legatet

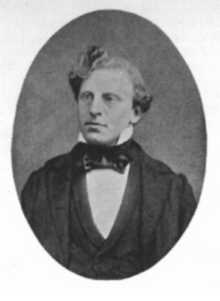
Carl Andreas Ancker.

Anckerska legatet (danska: Det anckerske Legat) är ett danskt resestipendium, upprättat 1857 av Carl Andreas Ancker.
Legatet var bestämt att utdelas varje år i 4 portioner om 1800 kronor (900 rigsdaler) till en diktare, en kompositör, en målare och en bildhuggare till bruk för en studieresa till utlandet i omkring ett halvår.
Legatmedlenen skulle från början utdelas av bland andra Johan Ludvig Heiberg, H. W. Bissen, Niels W. Gade och J.P.E. Hartmann. Kulturministeriet skulle ha tillsyn över legatet och utpeka efterföljarna till de ursprungliga förvalterna. 
Senare satt bland andra Christian Winther, Frederik Paludan-Müller, Hans Vilhelm Kaalund, Meïr Aron Goldschmidt, Carl Ploug, Christian Richardt, Edvard Lembcke och Ernst von der Recke i kommittén. 
Om man betraktar listorna över legatets mottagare genom tiderna, ser man många i dag även i deras hemland okända personer, men också några av de mest kända kulturpersonligheterna, som  Carl Nielsen, Martin Andersen Nexø och Pia Tafdrup.
Vidare kan nämnas P.C. Skovgaard, Constantin Hansen, Erik Henningsen, Fini Henriques, Rued Langgaard, Vilhelm Lundstrøm, Svend Wiig Hansen, Hein Heinsen, Anders Kirkegaard, H.C. Branner, Hans Kirk och Thit Jensen.